# دلو لقضاء الحاجة

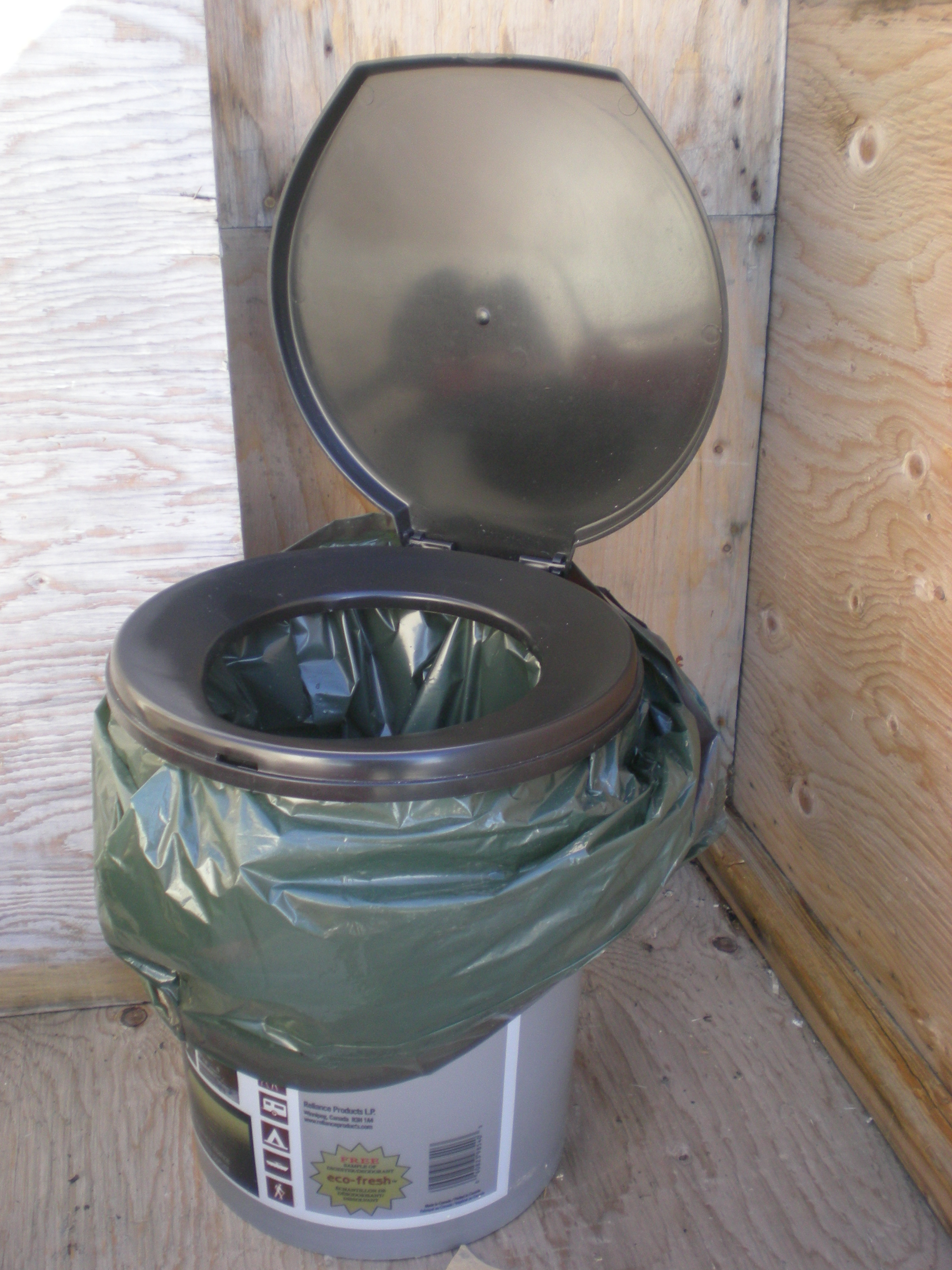
دلو بلاستيكي مزود بـ مقعد المرحاض للراحة وغطاء و كيس نايلون لاحتواء النفايات

الدلو لقضاء الحاجة هو شكل أساسي من أشكال المِرحاض الجاف حيث يتم استخدام دلو (سطل) لجمع الفضلات. عادةً، يتم جمع الغائط والبول معًا في الدلو نفسه، مما يؤدي إلى إنبعاث الروائح، قد يكون الدلو موجودًا داخل مسكن، أو في بناء صغير قريب (مِرحاض خارجي).
عندما لا يتمكن الناس من الحصول على الصرف الصحي المحسّن - خاصةً في المناطق الحضرية منخفضة الدخل في الدول النامية - قد يكون دلو لقضاء الحاجة الغير مستفاد منه أفضل من التغوط في العراء. ومع ذلك، قد يحمل الدلو لقضاء الحاجة غير المحسّن مخاطر صحية كبيرة مقارنة بنظام الصرف الصحي المحسّن. كان نِظام الدلو لقضاء الحاجة، مع الجمع الذي تُنظمه البلدية، واسع الإنتشار في الدول النامية؛ في أستراليا استمرّ حتى النصف الثاني من القرن العشرين.
بمجرّد «تحسين» الدلو لقضاء الحاجة، فإنه قد تطور إلى عدد من الأنظمة المختلفة، كأنظمة الصرف الصحي القائمة على الحاويات، أو المراحيض السمادية، أو المراحيض الجافة الفاصلة للبول.

## التطبيقات

### مراحيض غير محسّنة

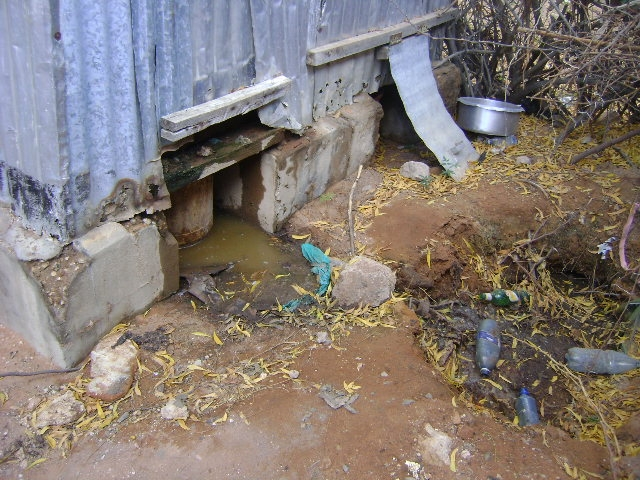
نقطة وصول لجمع الدلاء في كينيا

تُستخدم أنظمة الدلو لقضاء الحاجة في المنازل وحتى في مرافق الرعاية الصحية ويتم إستخدامها أيضًا في بعض الدول منخفضة ومتوسطة الدخل حيث لا يحصل الناس على الصرف الصحي المحسّن.
من المُرجح أن يتم استخدام انظمة الدلو لقضاء الحاجة بدون بطانة، أو أن يتم إستخدامه على أن لا تتم إزالة البطانة في كل مرة يتم تفريغ الدلو فيها. وذلك لأن المستخدمين لا يمكنهم تحمل التخلص من البطانات المتينة. بدلاً من ذلك، يمكن للمستخدمين وضع بعض المواد الجافة في قاعدة الدلو (جريدة أو نشارة خشب أو قش أو ما شابه) من أجل تسهيل عملية التفريغ.
 

### المناخ البارد

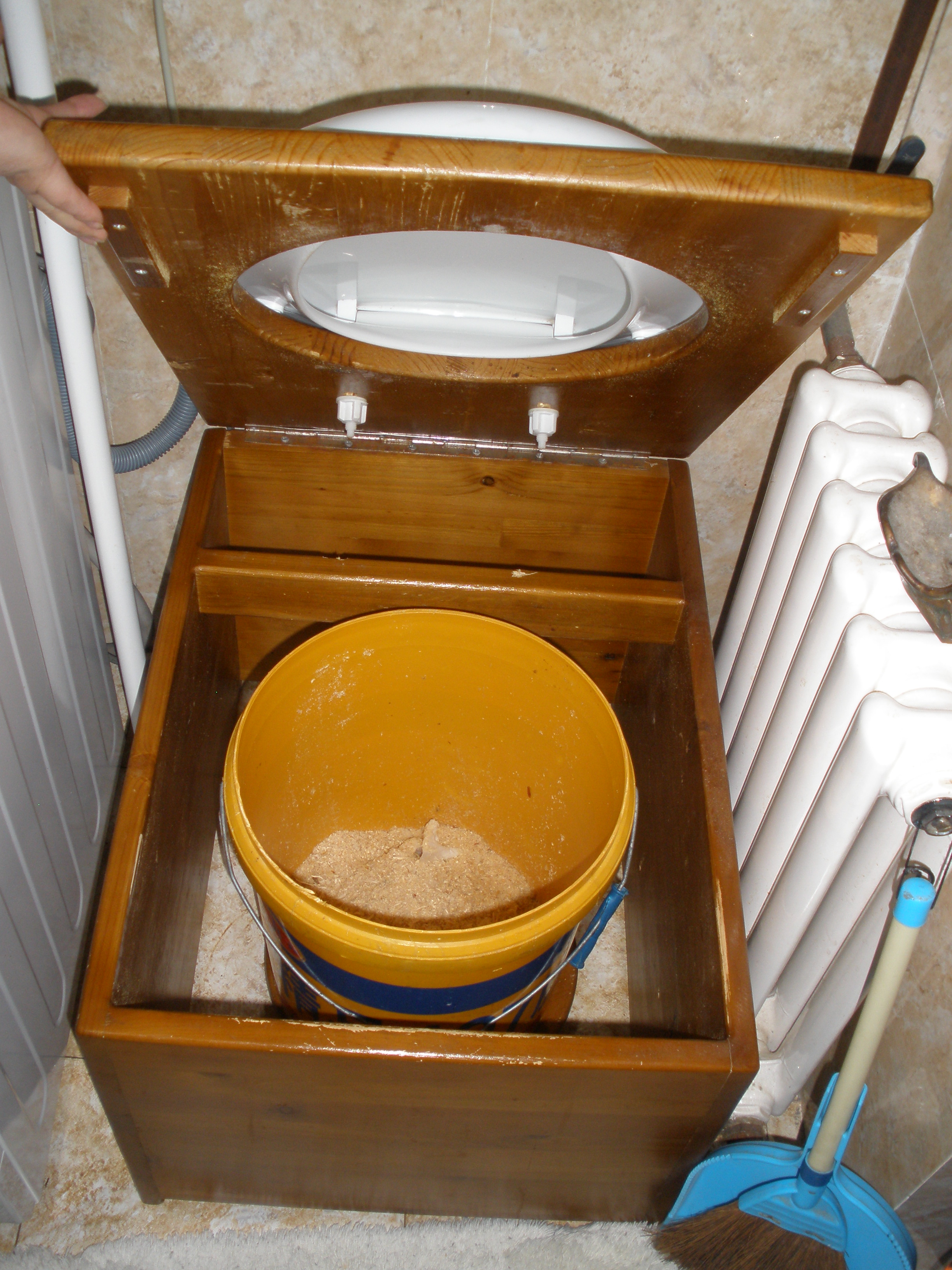
منظر داخلي لمرحاض دلو في أولان باتار ، منغوليا. يحتوي الدلو على طبقة من نشارة الخشب في الأسفل.

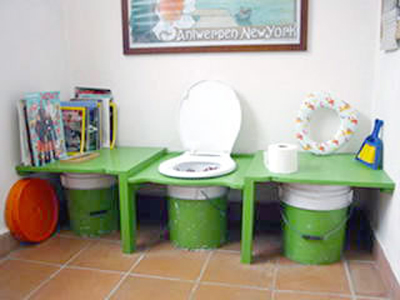
مرحاض دلو مع دلاء احتياطية مخزنة على كلا الجانبين.

كانت انظمة الدلو لقضاء الحاجة شائعة تاريخياً في المناخ البارد حيث قد يكون تثبيت المياه الجارية صعبًا ومكلفًا وقد يُخضع الأنابيب المُجمدة للكسر، كما يحدث في ألاسكا والمناطق الريفية في كندا وروسيا.

### الطوارئ
في الكوارث الطبيعية وحالات الطوارئ الأخرى، يمكن أن تجعل قابلية أنظمة الدلو لقضاء الحاجة للنقل جزءًا مفيدًا من الاستجابة الطارئة، خاصةً عندما لا يمكن عزل المراحيض ذات الحفر عن مياه الفيضانات أو المياه الجوفية (مما قد يؤدي إلى تلوث المياه الجوفية) وحيث يمكن التخلص من المحتويات بأمان في أنظمة الصرف الصحي، يجب إتخاذ التدابير لتجنب التماس بين المحتويات. تقدم المنظمات المختلفة النصائح حول كيفية عمل أنظمة الدلو لقضاء الحاجة في حالة الطوارئ. على سبيل المثال، تم تطوير نظام الدلو لقضاء الحاجة في حالة الطوارئ ليصبح بشكل مزدوج، في كرايستشيرش، نيوزيلندا بعد ما تم تدمير البنية التحتية بسبب الزلزال في عام 2011. وقد تم اعتماد هذا النظام من قبل مكتب بورتلاند لإدارة الطوارئ. ويتم الترويج لهذا النظام من قبل PHLUSH (النظافة العامة تجعلنا نبقى بشر) لأسباب تتعلق بالسلامة والقدرة على تحمل التكاليف ومطابقة مبادئ الصرف الصحي البيئي.

## الاستخدام والصيانة
يتم تفريغ الدلو عندما يمتلئ أو ينبعث منه رائحة كريهة بشكل زائد؛ عادةً مرة واحدة في اليوم للعائلات الكبيرة، وحوالي مرة واحدة في الأسبوع للعائلات الصغيرة. تختلف كمية الفضلات بشكل كبير إعتمادًا على كمية الألياف في النظام الغذائي. في المناطق التي يصل اليها الماء بشكل ضعيف يكون تفريغ الدلو الذي يحتوي على بطانة أكثر نظافةً من تفريغ الدلو الذي لا يحتوي على بطانة، حيث يمكن إغلاق الكيس بعقدة وسيبقى الدلو نظيفًا إلى حد ما.
لتقليل الروائح الكريهة ومنع انتشار الأمراض، يمكن تغطية المادة الموجودة في الدلو ببعض مواد التغطية بعد كل استخدام، مثل أكسيد الكالسيوم، رماد الخشب، الفحم النشط أو نشارة الخشب الناعمة (على غرار عمل المِرحاض الجاف الفاصل للبول).

### التخلص من الفضلات المجمّعة أو معالجتها وإعادة استخدامها
عند امتلاء الدلو، يمكن تغطيته بغطاء وتخزينه بعيدًا حتى يُمكن التخلص من النفايات المجمعة ( عن طريق الدفن على سبيل المثال) أو معالجتها لإعادة إستخدامها بشكل آمن، كتسميد المواد.